# 岩谷時子
岩谷 時子（いわたに ときこ、1916年（大正5年）3月28日 - 2013年（平成25年）10月25日）は、日本の作詞家、詩人、翻訳家。本名:岩谷 トキ子（読み同じ）。歌手・越路吹雪のマネージャーを務めたことでも知られる。

## 略歴

### 越路吹雪と歩んだ半生
1916年、京城府（現在のソウル特別市）生まれ。「石見尊徳」と敬われた島根県大田市の篤農家・岩谷九十老は曾祖父である。京城で岩谷が生まれた日に、京畿道の初代長官であった祖父は退官した。父は東京高等商業学校（一橋大学の前身校）を出て貿易商社勤めで、母は明治のモダンな女性であった。5歳の頃に兵庫県西宮市に移住。西宮市立浜脇小学校、西宮市立安井小学校、西宮市立西宮高等女学校（現・西宮市立西宮高等学校）を経て、神戸女学院大学部に進学。1939年に神戸女学院大学部英文科を卒業後に、宝塚歌劇団出版部に就職。宝塚歌劇団の機関誌である『歌劇』の編集長を務めた。
編集部を訪れた当時15歳で宝塚歌劇団新人の越路吹雪と出会う。2人は意気投合し、越路の相談相手となる。越路が宝塚歌劇団を退団して歌手になりたいと相談すると、岩谷も退職を決意。小林一三の奨めで越路とともに上京し、東宝文芸部所属となる。越路の付き人を務めた。その後は自らが作詞家として成功しても、自分の本業を聞かれるたびに「越路吹雪のマネージャー」と答えていた。
1951年から1963年までは東宝文芸部に所属。会社員として働く傍らで越路をサポートし、越路が亡くなるまでの約30年間、マネージャーとして強い信頼関係で支え続けた。

#### 越路吹雪とのエピソード
岩谷と越路が初めて接触したのは、まだ新人であった越路が自分のサインの見本を書いてほしいと岩谷に相談を持ちかけたことによる。このときに2人で考案したサインを越路は終生使い続け、越路が忙しくなってからは岩谷が「代筆」することもよくあったという。
その後の岩谷は、気づけば越路の付き人の役割を担っており、ある日の舞台が終わったあと、越路は不器用ながらも小道具の手入れをする岩谷を見て、「時子さんもどこか抜けているし、私も抜けている、二人でやっと一人前だよね」と言ったという。
宝塚時代から、浪費癖によってしばしば給料を前借りしていた越路は、東宝に移籍するときには歌劇団に借金が残っていた。その浪費癖を承知していた岩谷は、1978年、越路がパリへアルバムのレコーディングに赴くにあたり、レコード会社の担当ディレクターに「（所持金が）足りなくなったら使ってほしい」とこっそり現金を託したという。
越路はリサイタルの直前は極度の緊張におそわれたという。緊張を紛らせるために煙草を燻らせ、コーヒーを飲んで、リサイタルに臨んでいた。ステージに出る際は緊張も極限に達して、岩谷から背中に指で「トラ」と書いてもらい、「あなたはトラ、何も怖いものはない」と暗示をかけられてからステージに向かっていた。
越路が胃がんで入院した後も、もう一度舞台に立たせたいと強く願っていた岩谷は、越路から睡眠薬とタバコを取り上げることに躍起になった。それにもかかわらず、越路の夫の内藤法美は、越路が病床でタバコを吸っていても大目に見ていた。「今の越路吹雪には厳しい愛が必要」と考えていた岩谷にとって、これは許しがたいことであり、3度目の入院を前に岩谷は越路のもとを訪れ「内藤さん、あなた（越路に）甘いんじゃないの。あなたもあなたよ。睡眠薬もタバコもやめなけりゃあ、胃の痛みは治らないって、お医者さまもおっしゃったでしょう。もし、あなたが私のいうこと守れなかったら、私はあなたの仕事から一切手を引かせてもらうわ」と説得し、その日から越路は睡眠薬とタバコをやめたという。

### 作詞家として
マネージャーとして活動する一方で、1952年に越路が出演していたシャンソンショー「巴里の唄」の劇中歌として『愛の讃歌』で、自身にとって初めてとなる訳詞・作詞をした。以降は越路が歌うシャンソンの訳詞を手がけたことをきっかけとして、作詞家・訳詞家としても歩み始める。ザ・ピーナッツ『恋のバカンス』、岸洋子『夜明けのうた』、弘田三枝子、中尾ミエ『夢見るシャンソン人形』、沢たまき『ベッドで煙草を吸わないで』、園まり『逢いたくて逢いたくて』、加山雄三『君といつまでも』、佐良直美『いいじゃないの幸せならば』、ピンキーとキラーズ『恋の季節』などの、数多くのヒット曲を生み出してきた。
一方でオリジナルの詞にとらわれずに、独自の解釈で詞を当てることもあった。エディット・ピアフが歌った『愛の讃歌』は、元の歌詞が「愛を貫くためなら盗みでも祖国への裏切りでもしてみせる」という背徳的な描写を含んだ内容であるのに対し、岩谷の訳詞では一途な愛を貫くという翻訳になっている。美輪明宏が岩谷に訳詞について訊ねたエピソードが、NHK人間講座「美輪明宏愛と美の法則（2005年3月21日）」で放映された。
モダニズム作詞家であった岩谷はヨーロッパに行ったことがなかった。ハワイに一度行ったきりである。「現地を体験していないからこそリアル、というパラドクスがここにある。しかし、それが『文学』の力だともいえる」。
いずみたくによると岩谷は「わたし」という言葉を嫌い、作詞でも必ず「あたし」と表記するという。

### 晩年
- ミュージカル『ミス・サイゴン』の訳詞を手がけたことがきっかけで、同作品に主演した本田美奈子と親交を深める。本田の才能を「越路の再来」と高く評価し、数多くの詞を提供した。偶然にも岩谷は、本田が死去する直前に足を負傷して、本田と同じ病院に入院する。ボイスレコーダーを通して、無菌室に入っていた本田を激励した。
- 仕事場として帝国ホテルの一室を利用していた。
- 1993年 勲四等瑞宝章受章
- 2008年 「作詞家岩谷時子の世界」放送 (NHK)
- 2009年7月7日 公益財団法人 岩谷時子音楽文化振興財団設立[9]
- 2009年10月、平成21年度文化功労者顕彰
- 2010年4月、岩谷時子賞創設
- 2013年10月25日午後3時10分、肺炎のために東京都内の病院において死去[10]。97歳没。戒名は詞玉院超世時空大姉（しぎょくいんちょうせいじくうたいし）。

## 主な作品

### 作詞（歌謡曲）
- 梓みちよ
  - 『お嫁さん』（作曲は宮川泰）
- いしだあゆみ
  - 『赤いギヤマン』（作曲は滝沢洋一）
- 石原裕次郎
  - 『思い出ホテル』（作曲は鈴木邦彦）
- 五木ひろし
  - 『潮どき』（作曲は中村泰士）
- 岩下志麻
  - 『18才の彼』（作曲はポール・モーリア）

- 鳳蘭、大原ますみ
  - 『愛の阪急三番街』（作曲は内藤法美）

- 荻野目慶子
  - 『愛のオーロラ』（作曲は林哲司）
- 沖雅也
  - 『君と二人で』（作曲は鈴木邦彦）
- 尾崎紀世彦
  - 『いとしの蒼いバラ』（作曲は筒美京平）
  - 『すぎし日の恋』（作曲は筒美京平）
- 加山雄三
  - 『君といつまでも』（作曲は弾厚作）
  - 『お嫁においで』（作曲は弾厚作）
  - 『夜空の星』（作曲は弾厚作）
  - 『蒼い星くず』（作曲は弾厚作）
  - 『幻のアマリリア』（作曲は弾厚作）
  - 『ぼくの妹に』（作曲は弾厚作）
  - 『美しいビーナス』（作曲は弾厚作）
  - 『二人だけの海』（作曲は弾厚作）
  - 『まだ見ぬ恋人』（作曲は弾厚作）
  - 『海　その愛』（作曲は弾厚作）
- 加山雄三、井上陽水
  - 『旅人よ』（作曲は弾厚作）
- 岸洋子
  - 『夜明けのうた』（作曲はいずみたく）
- 郷ひろみ
  - 『男の子女の子』（作曲は筒美京平）
  - 『小さな体験』（作曲は筒美京平）
  - 『愛への出発』（作曲は筒美京平）
  - 『裸のビーナス』（作曲は筒美京平）
  - 『モナリザの秘密』（作曲は筒美京平）
  - 『花とみつばち』（作曲は筒美京平）
- 越路吹雪
  - 『一寸おたずねします』（作曲は内藤法美）
- 越路吹雪、ザ・ラヴ
  - 『イカルスの星』（作曲は内藤法美）
- 西城秀樹
  - 『嫁ぐ妹へ』（作曲は三木たかし）
- 佐良直美
  - 『いいじゃないの幸せならば』（作曲はいずみたく）
- 沢田研二
  - 『君をのせて』（作曲は宮川泰）
  - 『永遠に』（作曲は宮川泰）
- 沢たまき
  - 『ベッドで煙草を吸わないで』（作曲・編曲はいずみたく）
- 島倉千代子
  - 『ほんきかしら』（作曲は土田啓四郎）
- ジュディ・オング
  - 『さようなら17才』（作曲は市川昭介）
- 新藤恵美、中村晃子
  - 『美しきチャレンジャー』（作曲は筒美京平）
- 新藤恵美、南沙織
  - 『恋のゆくえ』（作曲は筒美京平）
- 園まり
  - 『逢いたくて逢いたくて』（作曲は宮川泰）
  - 『ひとりにしないで』（作曲は宮川泰）
  - 『つれてって』（作曲は宮川泰）
  - 『帰らぬ初恋』（作曲は宮川泰）
- 田原俊彦
  - 『さらば‥夏』（作曲はポール・アンカ）
- 寺内タケシとバニーズ
  - 『太陽野郎』（作曲はいずみたく）
- 西田佐知子
  - 『あの人に逢ったら』（作曲は宮川泰）
  - 『どうして』（作曲は鈴木邦彦）
  - 『鍵をかけないで』（作曲は筒美京平）※詞は前村好子と共作
- 倍賞千恵子
  - 『バルセロナの恋』（1991年、作曲は小六禮次郎）
- 橋幸夫
  - 『僕等はみんな恋人さ』（作曲はいずみたく）
- ザ・バーズ
  - 『アテンションプリーズ』（作曲は三沢郷）
- ザ・ピーナッツ
  - 『ふりむかないで』（作曲は宮川泰）
  - 『恋のバカンス』（作曲は宮川泰）
  - 『ジューン・ブライド』（作曲は宮川泰）
- ザ・ピーナッツ、和田弘とマヒナスターズ、西田佐知子、坂本スミ子
  - 『ウナ・セラ・ディ東京（東京たそがれ）』（作曲は宮川泰）
- ピンキーとキラーズ
  - 『恋の季節』（作曲はいずみたく）
  - 『涙の季節』（作曲はいずみたく）
  - 『青空にとび出せ!』（作曲はいずみたく）
  - 『若いときこそ』（作曲はいずみたく）
- フォーリーブス
  - 『若者は旅をつづける』（作曲はいずみたく）
  - 『THE END -思いがけず出会ったら-』（作曲は青山孝）
- 布施明
  - 『これが青春だ』（作曲はいずみたく）
  - 『若い明日/貴様と俺』（作曲はいずみたく）
- フランク永井
  - 『おまえに』（作曲は吉田正）
- 本田美奈子
  - 『つばさ』（作曲は太田美知彦）
- 麻里圭子&横田年昭とリオ・アルマ
  - 『サインはV』（作曲は三沢郷）
- 美川憲一
  - 『この胸で泣きなさい』（1999年、作曲は三木たかし）
- ザ・ワイルドワンズ
  - 『あの人』（作曲は加瀬邦彦）
  - 『あの雲といっしょに』（作曲は加瀬邦彦）
- ザ・ワンダース
  - 『愛して行こう』（作曲はいずみたく）

### 訳詞
- 『愛の讃歌』（越路吹雪）
- 『ラストダンスは私に』（越路吹雪）
- 『ろくでなし』（越路吹雪）
- 『サン・トワ・マミー』（越路吹雪）
- 『幸福を売る男』（越路吹雪）
- 『ケ・サラ』（越路吹雪）
- 『夢の中に君がいる』（越路吹雪）
- 『ある愛の詩』（アンディ・ウイリアムス）
- 『夜霧のしのび逢い』（越路吹雪）
- 『別離（わかれ）』（越路吹雪）
- 『メランコリー』（越路吹雪）
- 『私の心はヴァイオリン』（越路吹雪）
- 『セ・シ・ボン』（越路吹雪）
- 『明日は月の上で』（越路吹雪）
- 『家へ帰るのが怖い』（越路吹雪）
- 『枯葉』（越路吹雪）
- 『バラ色の人生』（越路吹雪）
- 『チャンスが欲しいの』（越路吹雪）
- 『雪が降る』（越路吹雪）
- 『ミロール』（越路吹雪）
- 『デュエット』（越路吹雪・西城秀樹）
- 『グリーンスリーブス』（イングランド民踊）
- 『暗い艀』（岸洋子）
- 『月影のナポリ』（森山加代子）
- 『夢見るシャンソン人形』（フランス・ギャル）※自身が日本語で歌った
- 『哀しみの終わるとき』（西郷輝彦）
- 『この胸のときめきを』（尾崎紀世彦）
- 『夜のメロディー』（尾崎紀世彦）
- 『マイ・ウェイ』（尾崎紀世彦）
- 『追憶』（尾崎紀世彦）
- 『哀しみの黒い瞳』（郷ひろみ、作詞・作曲：J.Iglesias,R.Arcusa）
- 『百万本のバラ』（小田陽子バージョン）
- 『スーツケースを抱いて』(ミュージカル『エビータ』。ほかの楽曲の訳詞は浅利慶太によるもの。)
- 『王様と私』（ミュージカル）
- 『ウエストサイド物語』（ミュージカル）
- 『ジーザス・クライスト=スーパースター』（ミュージカル）
- 『レ・ミゼラブル』（ミュージカル）
- 『ミス・サイゴン』（ミュージカル）
- 『キス・ミー・ケイト』（ミュージカル）
- 『ミー・アンド・マイガール』（ミュージカル）
- 『アメイジング・グレイス』（本田美奈子.）
- 『ミュージカルアンデルセン』（ミュージカル）
- 『ミュージカル赤毛のアン』（ミュージカル）

### 作詞（合唱曲、校歌、その他）
- 『虹を架けよう』（『日本アカデミー賞』テーマソング、作曲・編曲は東海林修）
- 『幸せを呼ぼう』（『三大怪獣 地球最大の決戦』挿入歌、作曲は宮川泰）[1]
- 『ふしぎなメルモ』（『ふしぎなメルモ』OP、作曲は宇野誠一郎）
- 『幸せをはこぶメルモ』（『ふしぎなメルモ』ED、作曲は宇野誠一郎）
- 『幸わせを呼ぶリミットちゃん』（『ミラクル少女リミットちゃん』OP、作曲は菊池俊輔）
- 『センチなリミットちゃん』（『ミラクル少女リミットちゃん』ED、作曲は菊池俊輔）
- 『宝島』（『宝島』OP、作曲は羽田健太郎）
- 『小さな船乗り』（『宝島』ED、作曲は羽田健太郎）
- 『草原の少女ローラ』（『草原の少女ローラ』OP、作曲は川口真）
- 『愛を+（プラス）ワン』（『ママは小学4年生』OP、作曲は樋口康雄）
- 『われら』（自由民主党党歌、作曲は山本直純）
- 『空がこんなに青いとは』（合唱曲、作曲は野田暉行）
- 『ともしびを高くかかげて』（合唱曲、作曲は冨田勲）
- 『ともだちがいる』（合唱曲、作曲は平尾昌晃）
- 『ラララで歌おう』（第37回国民体育大会イメージソング、作曲はいずみたく）
- 『横浜市立小机小学校校歌』（作曲は加山雄三）
- 『茅ヶ崎市立東海岸小学校校歌』（作曲は加山雄三）
- 『川口市立新郷東小学校校歌』（作曲は中村八大）
- 『藤井寺市民音頭』（作曲は宮川泰）
- 『日本大学習志野高等学校校歌』（作曲は山本直純）
- 『共立女子学園創立110周年記念歌』（作・編曲は佐橋俊彦）
- 『ミュージカル ユタとふしぎな仲間たち』（作曲は三木たかし。「友だちはいいもんだ」が、合唱曲として親しまれている）
- 『すてきなパパ、きれいなママ』（山本直純作曲、トヨタ自動車「コロナ・マークII」CMソング）
- 『新座市立新座小学校校歌』（作曲はいずみたく）
- 『レッツゴーともだち』（作曲は筒美京平）

## 著書
- 『愛の讃歌 岩谷時子作品集』山梨シルクセンター出版部 1967
- 『あなたのために』サンリオ山梨シルクセンター出版部 1970
- 『愛と哀しみのルフラン』講談社 1982　のち文庫
- 『人生はすぎゆく 自選百詞集』シンコー・ミュージック 1993
- 『夢の中に君がいる 越路吹雪メモリアル』講談社 1999

### 翻訳
- ジュリー・アンドリュース『偉大なワンドゥードルさいごの一ぴき』ティビーエス・ブリタニカ 1979
- ジュリー・アンドリュース『マンディ』ティビーエス・ブリタニカ 1979
- カーラ・カスキン作 マーク・サイモント絵『オーケストラの105人』ジー・シー 1985
- カーラ・カスキン作 マーク・サイモント絵『ダラスタイタンの月曜日』ジー・シー・プレス 1987
- ウォリック・ハットン 構成・絵『アダムとエバ 旧約聖書・創世記より』ジー・シー・プレス 1988
- ウォリック・ハットン 構成・絵『美女と野獣』ジー・シー・プレス 1988

## 伝記
- 田家秀樹『歌に恋して: 評伝・岩谷時子物語』ランダムハウス講談社 2008
- 村岡恵理『ラストダンスは私に：岩谷時子物語』光文社 2019

## 岩谷時子を演じた女優
- 松下由樹（2005年女の一代記シリーズ 「越路吹雪 愛の生涯〜この命燃えつきるまで私は歌う〜」）フジテレビ3夜連続特別ドラマ　越路吹雪役：天海祐希・少女期新垣結衣
  - 岩谷の死去により、急遽追悼番組として2013年11月4日にドラマチックα枠で再放送された。
- 竹下景子（1990年NHKドラマスペシャル「ごめんねコーチャン」）
- 斉藤由貴（舞台　Chanson de 越路吹雪 ラストダンス）2012年、シアタークリエ、中日劇場、シアター・ドラマシティ、亀有、長野、韮崎、金沢公演
- 高畑淳子（舞台「越路吹雪物語」） - この縁で2014年9月30日に東京・NHKホールで行われた『岩谷時子メモリアルコンサート』にて司会をつとめ、岩谷の遺したメッセージを朗読している。
- 市毛良枝、木南晴夏（2018年、テレビ朝日「帯ドラマ劇場・越路吹雪物語」市毛は絶頂期、木南は青年期にそれぞれ登場）　越路吹雪役：大地真央[11]、瀧本美織[12]